# تيتسويا موراكامي
تيتسويا موراكامي (باليابانية: 村上哲哉؛ بالكانا: むらかみ てつや) هو لاعب كرة الصالات ‏ ولاعب كرة قدم ياباني، ولد في 24 سبتمبر 1981 في يوبي في اليابان. شارك مع منتخب اليابان الوطني لكرة قدم الصالات. أما مع النوادي، فقد لعب مع Shriker Osaka ‏.

## وصلات خارجية
- تيتسويا موراكامي على موقع الاتحاد الدولي (مؤرشف)  (الإنجليزية)